# وانگ چانگشون
وانگ چانگشون، (به چینی: 王昌顺) (زاده ۱۹۵۷) کارآفرین، بازرگان و مدیر ارشد اجرایی چینی است، که در حال حاضر به‌عنوان رئیس هیئت مدیره شرکت ایر چاینا فعالیت می‌کند.